# USS Louisville (1861)
USS Louisville – amerykańska pancerna kanonierka rzeczna typu City (Cairo) floty Unii z okresu wojny secesyjnej. 

## Budowa i opis
"Louisville" był jedną z siedmiu kanonierek rzecznych typu City, nazywanego też typem Cairo, zbudowanych w zakładach Jamesa B. Eadsa. Zamówione zostały przez Armię USA w sierpniu 1861, z przeznaczeniem do wspierania wojsk lądowych w operacjach wzdłuż rzeki Missisipi i jej dopływów. 
"Louisville" został zbudowany w stoczni w Carondelet (obecnie część Saint Louis) nad rzeką Missisipi, a wyposażany był w Cairo. Jego budowę rozpoczęto na przełomie września i października 1861, kadłub wodowano w październiku 1861, a okręt wszedł do służby 16 stycznia 1862. "Louisville" nosił identyfikacyjne paski wokół kominów w kolorze zielonym. 
Okręt był konstrukcji drewnianej, o napędzie centralnym kołem łopatkowym, ukrytym w tylnej części kazamaty. Część nadwodna była przykryta czworoboczną kazamatą o silnie pochylonych ścianach z grubego drewna (61 cm z przodu i 30 cm z boków i tyłu). Kazamata była częściowo opancerzona płytami żelaznymi grubości 63 mm - na przedniej ścianie oraz pas długości ok. 18,3 m na bokach na śródokręciu, w rejonie kotłowni i maszynowni. Również sterówka była pokryta żelazem grubości 32 mm, na podkładzie drewnianym. 
Z powodu wrażliwości nieopancerzonej przedniej części ścian bocznych na ostrzał, część okrętów miała wzmacnianą osłonę w sposób improwizowany (np. "Cairo" w tym miejscu miał przykręcone zagięte szyny kolejowe). Brak jest informacji o ewentualnym wzmocnieniu pancerza "Louisville", natomiast wiosną 1864, podczas nieudanej ekspedycji na Red River, zdjęto z niego opancerzenie w celu odciążenia i prawdopodobnie już go nie założono, z uwagi na brak potrzeb (fotografia z końca wojny pokazuje okręt bez opancerzenia burtowego). "Louisville" odróżniał się od pozostałych jednostek typu tym, że w toku służby zabudowano na dachu jego kazamaty (pokład tzw. hurricane deck) lekką nadbudówkę z kabinami, ciągnącą się na większość długości, przypominającą zwykły parowiec pasażerski. Otrzymał on ponadto lekką sterówkę nad dotychczasową opancerzoną, do prowadzenia okrętu poza działaniami bojowymi.
Uzbrojenie okrętu składało się z 13 dział, umieszczonych w strzelnicach w kazamacie oraz dodatkowo jednego 12-funtowego działa pokładowego. W jego skład wchodziły początkowo 3 działa gładkolufowe 8-calowe Dahlgrena, 4 działa gwintowane 42-funtowe, 6 dział 32-funtowych i 1 działo 12-funtowe gwintowane. We wrześniu 1862 dwa działa 8-calowe zastąpiono przez trzy 9-calowe, a dwa 42-funtowe zastąpiono przez 30-funtowe gwintowane. W 1864 pozostałe działa 42-funtowe zamieniono na jedno gwintowane 100-funtowe, a pozostałe działo 8-calowe zamieniono na czwarte 9-calowe.

## Służba
Podobnie, jak inne jednostki tego typu, "Louisville" wszedł w styczniu 1862 w skład Zachodniej Flotylli Kanonierek Armii USA, a od 1 października 1862 przeszedł w skład Marynarki Wojennej USA, wraz z flotyllą, którą przemianowano na Eskadrę Missisipi. Aktywnie działał podczas kampanii na Missisipi i jej dopływach, począwszy od ataku na Fort Donelson 14 lutego 1862. Atak kanonierek zakończył się niepowodzeniem, "Louisville" został trafiony 36 razy przez działa konfederatów i uszkodzony, po czym wyszedł z akcji i zdryfował w dół rzeki z przerwanymi łańcuchami sterowymi.
W dniach 1-5 marca asystował w zajęciu miasta Columbus w Kentucky, a następnie uczestniczył w atakach na "wyspę nr.10" na Missisipi i New Madrid do 7 kwietnia 1862.
"Louisville" służył dalej m.in. w atakach na Fort Pillow w Tennessee (kwiecień-maj 1862), bitwie pod Memphis (6 czerwca 1862), działaniach na White River i uczestniczył w ataku na Fort Hindman (Arkansas Post) 4-11 stycznia 1863. W marcu 1863 uczestniczył w nieudanej próbie obejścia Vicksburga przez rozlewiska Steele (Steele’s Bayou Expedition). Walczył następnie pod Vicksburgiem, przedzierając się 16 kwietnia 1863 koło jego baterii i następnie wspierał atak na Grand Gulf.
Od 12 marca do 22 maja 1864 "Louisville" wziął udział w nieudanej ekspedycji na Red River, a następnie kontynuował służbę na Missisipi. 
Po wojnie został wycofany ze służby 21 lipca 1865 i sprzedany na aukcji w Mound City 29 listopada 1865.